# Thaumastogarypus grandis
Thaumastogarypus grandis är en spindeldjursart som beskrevs av Beier 1947. Thaumastogarypus grandis ingår i släktet Thaumastogarypus och familjen gammelekklokrypare. Inga underarter finns listade i Catalogue of Life.